# Världsmästerskapet i fotboll för damer 2015
Världsmästerskapet i fotboll för damer 2015 var det sjunde världsmästerskapet i fotboll för damer och spelades i Kanada under perioden 6 juni–5 juli 2015.
Detta var den första VM-turneringen för damer som innehöll 24 deltagande nationer mot tidigare 16; det gjorde också att antalet matcher utökades från 32 till totalt 52.
När det visade sig att hela turneringen planerades att spelas på konstgräs protesterade ett 40-tal spelare med hjälp av advokater mot Fifa och Kanadensiska Fotbollförbundet; de såg det som könsdiskriminerande eftersom Fifa aldrig skulle låta ett herr-VM spelas på konstgräs. Protesten gav dock inget gehör och samtliga matcher i mästerskapet kom att spelas på konstgräs.

## Kandidater
Två länder, Kanada och Zimbabwe, uppgav att man var intresserade av att stå som värd för världsmästerskapet i fotboll för damer 2015.
- Kanada
- Zimbabwe

Zimbabwe drog tillbaka sin ansökan den 1 mars 2011 och lämnade Kanada kvar som enda kandidat. FIFA beslutade den 3 mars 2011 att utnämna Kanada till värdland.

## Kvalificerade länder
| Lag             | Kvalificerad som                           | Kvalificerings-datum | Mästerskap | Bästa placering                | Världsranking1 |
| --------------- | ------------------------------------------ | -------------------- | ---------- | ------------------------------ | -------------- |
| Kanada          | Värdland                                   | 3 mars 2011          | 6:e        | Fjärde plats (2003)            | 8              |
| Kina            | Asiatiska mästerskapen, tredje plats       | 17 maj 2014          | 6:e        | Andra plats (1999)             | 16             |
| Sydkorea        | Asiatiska mästerskapen, fjärde plats       | 17 maj 2014          | 2:a        | Gruppspel (2003)               | 18             |
| Japan           | Asiatiska mästerskapen, vinnare            | 18 maj 2014          | 7:e        | Vinnare (2011)                 | 4              |
| Australien      | Asiatiska mästerskapen, andra plats        | 18 maj 2014          | 6:e        | Kvartsfinal (2007, 2011)       | 10             |
| Thailand        | Asiatiska mästerskapen, femte plats        | 21 maj 2014          | 1:a        | Debut                          | 29             |
| Schweiz         | Europa – Kvalgrupp 3, vinnare              | 15 juni 2014         | 1:a        | Debut                          | 19             |
| England         | Europa – Kvalgrupp 6, vinnare              | 21 augusti 2014      | 4:e        | Kvartsfinal (1995, 2007, 2011) | 6              |
| Norge           | Europa – Kvalgrupp 5, vinnare              | 13 september 2014    | 7:e        | Vinnare (1995)                 | 11             |
| Tyskland        | Europa – Kvalgrupp 1, vinnare              | 13 september 2014    | 7:e        | Vinnare (2003, 2007)           | 1              |
| Spanien         | Europa – Kvalgrupp 2, vinnare              | 13 september 2014    | 1:a        | Debut                          | 14             |
| Frankrike       | Europa – Kvalgrupp 7, vinnare              | 13 september 2014    | 3:e        | Fjärde plats (2011)            | 3              |
| Sverige         | Europa – Kvalgrupp 4, vinnare              | 17 september 2014    | 7:e        | Andra plats (2003)             | 5              |
| Brasilien       | Copa América Femenina 2014, vinnare        | 26 september 2014    | 7:e        | Andra plats (2007)             | 7              |
| Colombia        | Copa América Femenina 2014, andra plats    | 28 september 2014    | 2:a        | Gruppspel (2011)               | 28             |
| Nigeria         | Afrikanska mästerskapen, vinnare           | 22 oktober 2014      | 7:e        | Kvartsfinal (1999)             | 33             |
| Kamerun         | Afrikanska mästerskapen, andra plats       | 22 oktober 2014      | 1:a        | Debut                          | 53             |
| Costa Rica      | Nordamerikanska mästerskapen, andra plats  | 24 oktober 2014      | 1:a        | Debut                          | 37             |
| USA             | Nordamerikanska mästerskapen, vinnare      | 24 oktober 2014      | 7:e        | Vinnare (1991, 1999)           | 2              |
| Elfenbenskusten | Afrikanska mästerskapen, tredje plats      | 25 oktober 2014      | 1:a        | Debut                          | 67             |
| Mexiko          | Nordamerikanska mästerskapen, tredje plats | 26 oktober 2014      | 3:e        | Gruppspel (1999, 2011)         | 25             |
| Nya Zeeland     | Oceaniska mästerskapen, vinnare            | 29 oktober 2014      | 4:e        | Gruppspel (1991, 2007, 2011)   | 17             |
| Nederländerna   | Europeisk playoff, vinnare                 | 27 november 2014     | 1:a        | Debut                          | 12             |
| Ecuador         | Interkontinentalt playoff, vinnare         | 2 december 2014      | 1:a        | Debut                          | 48             |

1.^ Visar senaste publicerade ranking (från 27 mars 2015).

## Spelorter
Turneringens matcher är planerade att spelas i sex städer. Dessa är Edmonton, Moncton, Montréal, Ottawa, Vancouver och Winnipeg.
| Montréal          | Edmonton             | Vancouver         | · Edmonton Moncton Montréal Ottawa Vancouver Winnipeg Karta över Kanada |
| ----------------- | -------------------- | ----------------- | ----------------------------------------------------------------------- |
| Stade Olympique   | Commonwealth Stadium | BC Place          | · Edmonton Moncton Montréal Ottawa Vancouver Winnipeg Karta över Kanada |
| Kapacitet: 66 308 | Kapacitet: 56 302    | Kapacitet: 54 500 | · Edmonton Moncton Montréal Ottawa Vancouver Winnipeg Karta över Kanada |
|                   |                      |                   | · Edmonton Moncton Montréal Ottawa Vancouver Winnipeg Karta över Kanada |
| Winnipeg          | Ottawa               | Moncton           | · Edmonton Moncton Montréal Ottawa Vancouver Winnipeg Karta över Kanada |
| Winnipeg Stadium  | Lansdowne Stadium    | Moncton Stadium   | · Edmonton Moncton Montréal Ottawa Vancouver Winnipeg Karta över Kanada |
| Kapacitet: 40 000 | Kapacitet: 40 000    | Kapacitet: 20 725 | · Edmonton Moncton Montréal Ottawa Vancouver Winnipeg Karta över Kanada |
|                   |                      |                   | · Edmonton Moncton Montréal Ottawa Vancouver Winnipeg Karta över Kanada |

## Spelartrupper
Lagen bestod av maximalt 23 spelare varav 3 målvakter. Samtliga lag skulle före turneringens start skicka in en provisorisk lista till Fifas sekretariat.
Alla spelare i ett lag skulle på förhand få en siffra mellan 1 och 23 sig tilldelade. Siffran 1 var reserverat för en av målvakterna. Spelarna tilläts att spela med högre spelarsiffror än 23 om de i klubblaget spelade med ett eget valt nummer. Lagen fick göra sena byten ifall någon spelare skulle bli allvarligt skadad, ända fram till 24 timmar före sin första match.

## Format

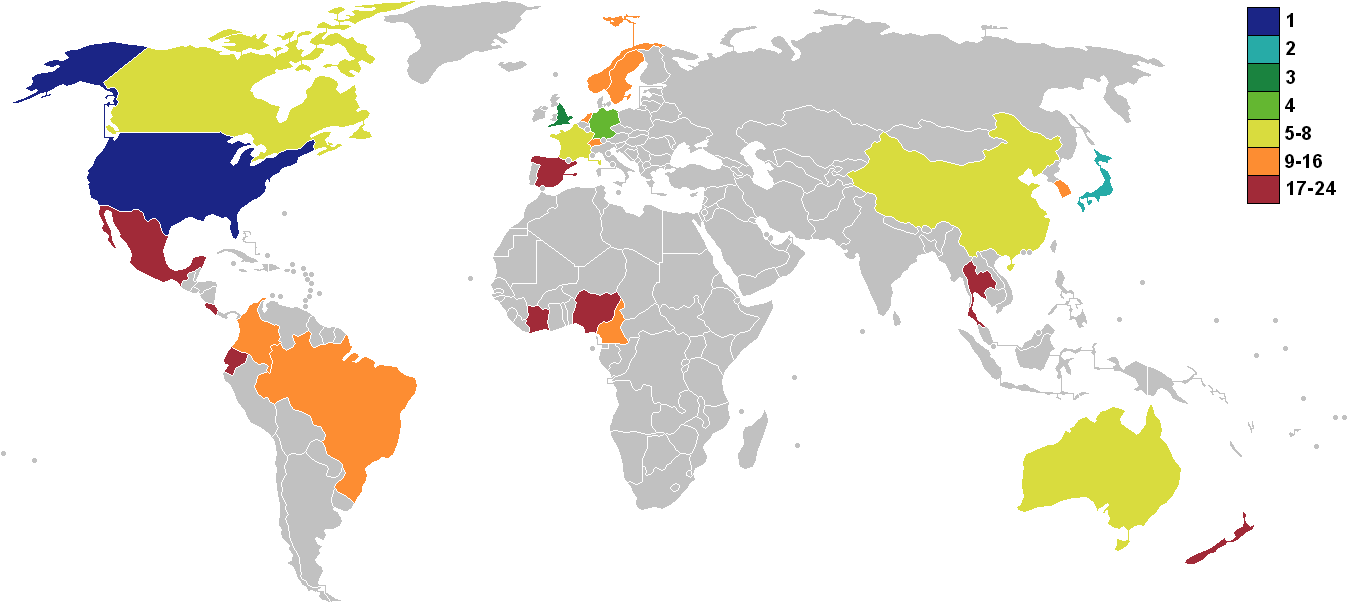
Vinnare av VM
Förlorade finalen
Vann bronsmatchen
Förlorade bronsmatchen
Avancerade till kvartsfinal
Avancerade till åttondelsfinal
Deltog (endast) i gruppspelet

Segraren och laget som hamnade på andraplats i gruppspelet avancerade till utslagsspelet. I det inledande gruppspelet möttes alla de fyra lagen i varje grupp. De två bäst placerade lagen gick därefter vidare till åttondelsfinal. De fyra bäst placerade treorna ur respektive grupp blev även de kvalificerade till utslagsspelet.
Tabellplaceringen av lagen i varje grupp baserades på:
1. Poängen i alla gruppmatcher, med 3 poäng vid vinst, 1 poäng vid oavgjort och 0 poäng vid förlust.
2. Målskillnad i alla gruppmatcher
3. Gjorda mål i alla gruppmatcher
4. Poäng i matcherna mellan likaplacerade lag
5. Målskillnad i matcherna mellan likaplacerade lag
6. Gjorda mål i matcherna mellan likaplacerade lag
7. Lottdragning

Den andra delen av mästerskapet spelade med cupformat (ett utslagsspel), där de kvalificerade lagen möttes i fyra omgångar – åttondelsfinal, kvartsfinal, semifinal och final. De förlorande lagen i åttondelsfinalerna och kvartsfinalerna blev utslagna; förlorarna i semifinalerna möttes dock i match om tredje pris. Oavgjort resultat i full matchtid följdes av två 15-minuters förlängningsperioder för att en vinnare skulle kunna utses. Om matchresultatet fortfarande var oavgjort, avslutades matchen med en straffsparksläggning.

## Gruppspel

### Grupp A
| Nr | Lag           | S | V | O | F | GM | IM | MS | P |
| -- | ------------- | - | - | - | - | -- | -- | -- | - |
| 1  | Kanada        | 3 | 1 | 2 | 0 | 2  | 1  | +1 | 5 |
| 2  | Kina          | 3 | 1 | 1 | 1 | 3  | 3  | 0  | 4 |
| 3  | Nederländerna | 3 | 1 | 1 | 1 | 2  | 2  | 0  | 4 |
| 4  | Nya Zeeland   | 3 | 0 | 2 | 1 | 2  | 3  | −1 | 2 |

| 1           | 6 juni 2015 | Kanada                          | 1 – 0           | Kina | Commonwealth Stadium                                      |                                                           |
| 16:00 UTC−6 | 16:00 UTC−6 | Christine Sinclair 90+1′ (str.) | (0 – 0) Rapport |      | Edmonton Publik: 53 058 Domare: Kateryna Monzul (Ukraina) | Edmonton Publik: 53 058 Domare: Kateryna Monzul (Ukraina) |
| 16:00 UTC−6 | 16:00 UTC−6 |                                 |                 |      | Edmonton Publik: 53 058 Domare: Kateryna Monzul (Ukraina) | Edmonton Publik: 53 058 Domare: Kateryna Monzul (Ukraina) |
| 16:00 UTC−6 | 16:00 UTC−6 |                                 |                 |      | Edmonton Publik: 53 058 Domare: Kateryna Monzul (Ukraina) | Edmonton Publik: 53 058 Domare: Kateryna Monzul (Ukraina) |

| 2           | 6 juni 2015 | Nya Zeeland | 0 – 1           | Nederländerna     | Commonwealth Stadium                                        |                                                             |
| 19:00 UTC−6 | 19:00 UTC−6 |             | (0 – 1) Rapport | 32′ Lieke Martens | Edmonton Publik: 53 058 Domare: Quetzalli Alvarado (Mexiko) | Edmonton Publik: 53 058 Domare: Quetzalli Alvarado (Mexiko) |
| 19:00 UTC−6 | 19:00 UTC−6 |             |                 |                   | Edmonton Publik: 53 058 Domare: Quetzalli Alvarado (Mexiko) | Edmonton Publik: 53 058 Domare: Quetzalli Alvarado (Mexiko) |
| 19:00 UTC−6 | 19:00 UTC−6 |             |                 |                   | Edmonton Publik: 53 058 Domare: Quetzalli Alvarado (Mexiko) | Edmonton Publik: 53 058 Domare: Quetzalli Alvarado (Mexiko) |

| 14          | 11 juni 2015 | Kina          | 1 – 0           | Nederländerna | Commonwealth Stadium                                      |                                                           |
| 16:00 UTC−6 | 16:00 UTC−6  | Wang Lisi 90′ | (0 – 0) Rapport |               | Edmonton Publik: 35 544 Domare: Yeimy Martínez (Colombia) | Edmonton Publik: 35 544 Domare: Yeimy Martínez (Colombia) |
| 16:00 UTC−6 | 16:00 UTC−6  |               |                 |               | Edmonton Publik: 35 544 Domare: Yeimy Martínez (Colombia) | Edmonton Publik: 35 544 Domare: Yeimy Martínez (Colombia) |
| 16:00 UTC−6 | 16:00 UTC−6  |               |                 |               | Edmonton Publik: 35 544 Domare: Yeimy Martínez (Colombia) | Edmonton Publik: 35 544 Domare: Yeimy Martínez (Colombia) |

| 13          | 11 juni 2015 | Kanada | 0 – 0   | Nya Zeeland | Commonwealth Stadium                                         |                                                              |
| 19:00 UTC−6 | 19:00 UTC−6  |        | Rapport |             | Edmonton Publik: 35 544 Domare: Bibiana Steinhaus (Tyskland) | Edmonton Publik: 35 544 Domare: Bibiana Steinhaus (Tyskland) |
| 19:00 UTC−6 | 19:00 UTC−6  |        |         |             | Edmonton Publik: 35 544 Domare: Bibiana Steinhaus (Tyskland) | Edmonton Publik: 35 544 Domare: Bibiana Steinhaus (Tyskland) |
| 19:00 UTC−6 | 19:00 UTC−6  |        |         |             | Edmonton Publik: 35 544 Domare: Bibiana Steinhaus (Tyskland) | Edmonton Publik: 35 544 Domare: Bibiana Steinhaus (Tyskland) |

| 25          | 15 juni 2015 | Nederländerna          | 1 – 1           | Kanada             | Stade Olympique                                         |                                                         |
| 19:30 UTC−4 | 19:30 UTC−4  | Kirsten van de Ven 86′ | (0 – 1) Rapport | 9′ Ashley Lawrence | Montréal Publik: 45 420 Domare: Ri Hyang-ok (Nordkorea) | Montréal Publik: 45 420 Domare: Ri Hyang-ok (Nordkorea) |
| 19:30 UTC−4 | 19:30 UTC−4  |                        |                 |                    | Montréal Publik: 45 420 Domare: Ri Hyang-ok (Nordkorea) | Montréal Publik: 45 420 Domare: Ri Hyang-ok (Nordkorea) |
| 19:30 UTC−4 | 19:30 UTC−4  |                        |                 |                    | Montréal Publik: 45 420 Domare: Ri Hyang-ok (Nordkorea) | Montréal Publik: 45 420 Domare: Ri Hyang-ok (Nordkorea) |

| 26          | 15 juni 2015 | Kina                                   | 2 – 2           | Nya Zeeland                            | Investors Group Field                                    |                                                          |
| 18:30 UTC−5 | 18:30 UTC−5  | Wang Lisi 40′ (str.) Wang Shanshan 59′ | (1 – 1) Rapport | 27′ Rebekah Stott 63′ Hannah Wilkinson | Winnipeg Publik: 26 191 Domare: Katalin Kulcsár (Ungern) | Winnipeg Publik: 26 191 Domare: Katalin Kulcsár (Ungern) |
| 18:30 UTC−5 | 18:30 UTC−5  |                                        |                 |                                        | Winnipeg Publik: 26 191 Domare: Katalin Kulcsár (Ungern) | Winnipeg Publik: 26 191 Domare: Katalin Kulcsár (Ungern) |
| 18:30 UTC−5 | 18:30 UTC−5  |                                        |                 |                                        | Winnipeg Publik: 26 191 Domare: Katalin Kulcsár (Ungern) | Winnipeg Publik: 26 191 Domare: Katalin Kulcsár (Ungern) |

### Grupp B
| Nr | Lag             | S | V | O | F | GM | IM | MS  | P |
| -- | --------------- | - | - | - | - | -- | -- | --- | - |
| 1  | Tyskland        | 3 | 2 | 1 | 0 | 15 | 1  | +14 | 7 |
| 2  | Norge           | 3 | 2 | 1 | 0 | 8  | 2  | +6  | 7 |
| 3  | Thailand        | 3 | 1 | 0 | 2 | 3  | 10 | −7  | 3 |
| 4  | Elfenbenskusten | 3 | 0 | 0 | 3 | 3  | 16 | −13 | 0 |

| 4           | 7 juni 2015 | Norge                                                          | 4 – 0           | Thailand | TD Place Stadium                                                |                                                                 |
| 13:00 UTC−4 | 13:00 UTC−4 | Trine Rønning 14′ Isabell Herlovsen 28′, 33′ Ada Hegerberg 67′ | (3 – 0) Rapport |          | Ottawa Publik: 20 953 Domare: Anna-Marie Keighley (Nya Zeeland) | Ottawa Publik: 20 953 Domare: Anna-Marie Keighley (Nya Zeeland) |
| 13:00 UTC−4 | 13:00 UTC−4 |                                                                |                 |          | Ottawa Publik: 20 953 Domare: Anna-Marie Keighley (Nya Zeeland) | Ottawa Publik: 20 953 Domare: Anna-Marie Keighley (Nya Zeeland) |
| 13:00 UTC−4 | 13:00 UTC−4 |                                                                |                 |          | Ottawa Publik: 20 953 Domare: Anna-Marie Keighley (Nya Zeeland) | Ottawa Publik: 20 953 Domare: Anna-Marie Keighley (Nya Zeeland) |

| 3           | 7 juni 2015 | Tyskland | 10 – 00         | Elfenbenskusten | TD Place Stadium                                          |                                                           |
| 16:00 UTC−4 | 16:00 UTC−4 | Célia Šašić 2′, 14′, 30′ Anja Mittag 28′, 34′, 63′ Simone Laudehr 70′ Sara Däbritz 74′ Melanie Behringer 78′ Alexandra Popp 84′ | (5 – 0) Rapport |                 | Ottawa Publik: 20 953 Domare: Carol Anne Chenard (Kanada) | Ottawa Publik: 20 953 Domare: Carol Anne Chenard (Kanada) |
| 16:00 UTC−4 | 16:00 UTC−4 | |                 |                 | Ottawa Publik: 20 953 Domare: Carol Anne Chenard (Kanada) | Ottawa Publik: 20 953 Domare: Carol Anne Chenard (Kanada) |
| 16:00 UTC−4 | 16:00 UTC−4 | |                 |                 | Ottawa Publik: 20 953 Domare: Carol Anne Chenard (Kanada) | Ottawa Publik: 20 953 Domare: Carol Anne Chenard (Kanada) |

| 15          | 11 juni 2015 | Tyskland       | 1 – 1           | Norge            | TD Place Stadium                                       |                                                        |
| 16:00 UTC−4 | 16:00 UTC−4  | Anja Mittag 5′ | (1 – 0) Rapport | 60′ Maren Mjelde | Ottawa Publik: 18 987 Domare: Teodora Albon (Rumänien) | Ottawa Publik: 18 987 Domare: Teodora Albon (Rumänien) |
| 16:00 UTC−4 | 16:00 UTC−4  |                |                 |                  | Ottawa Publik: 18 987 Domare: Teodora Albon (Rumänien) | Ottawa Publik: 18 987 Domare: Teodora Albon (Rumänien) |
| 16:00 UTC−4 | 16:00 UTC−4  |                |                 |                  | Ottawa Publik: 18 987 Domare: Teodora Albon (Rumänien) | Ottawa Publik: 18 987 Domare: Teodora Albon (Rumänien) |

| 16          | 11 juni 2015 | Elfenbenskusten                  | 2 – 3           | Thailand                                         | TD Place Stadium                                   |                                                    |
| 19:00 UTC−4 | 19:00 UTC−4  | Ange N'Guessan 3′ Josée Nahi 87′ | (1 – 2) Rapport | 25′, 45+2′ Orathai Srimanee 74′ Thanatta Chawong | Ottawa Publik: 18 987 Domare: Margaret Domka (USA) | Ottawa Publik: 18 987 Domare: Margaret Domka (USA) |
| 19:00 UTC−4 | 19:00 UTC−4  |                                  |                 |                                                  | Ottawa Publik: 18 987 Domare: Margaret Domka (USA) | Ottawa Publik: 18 987 Domare: Margaret Domka (USA) |
| 19:00 UTC−4 | 19:00 UTC−4  |                                  |                 |                                                  | Ottawa Publik: 18 987 Domare: Margaret Domka (USA) | Ottawa Publik: 18 987 Domare: Margaret Domka (USA) |

| 27          | 15 juni 2015 | Thailand | 0 – 4           | Tyskland                                                     | Investors Group Field                                  |                                                        |
| 15:00 UTC−5 | 15:00 UTC−5  |          | (0 – 1) Rapport | 23′ Melanie Leupolz 55′, 57′ Lena Petermann 72′ Sara Däbritz | Winnipeg Publik: 26 191 Domare: Gladys Lengwe (Zambia) | Winnipeg Publik: 26 191 Domare: Gladys Lengwe (Zambia) |
| 15:00 UTC−5 | 15:00 UTC−5  |          |                 |                                                              | Winnipeg Publik: 26 191 Domare: Gladys Lengwe (Zambia) | Winnipeg Publik: 26 191 Domare: Gladys Lengwe (Zambia) |
| 15:00 UTC−5 | 15:00 UTC−5  |          |                 |                                                              | Winnipeg Publik: 26 191 Domare: Gladys Lengwe (Zambia) | Winnipeg Publik: 26 191 Domare: Gladys Lengwe (Zambia) |

| 28          | 15 juni 2015 | Elfenbenskusten    | 1 – 3           | Norge                                         | Moncton Stadium                                           |                                                           |
| 17:00 UTC−3 | 17:00 UTC−3  | Ange N'Guessan 70′ | (0 – 1) Rapport | 5′, 61′ Ada Hegerberg 66′ Solveig Gulbrandsen | Moncton Publik: 7 147 Domare: Salomé di Iorio (Argentina) | Moncton Publik: 7 147 Domare: Salomé di Iorio (Argentina) |
| 17:00 UTC−3 | 17:00 UTC−3  |                    |                 |                                               | Moncton Publik: 7 147 Domare: Salomé di Iorio (Argentina) | Moncton Publik: 7 147 Domare: Salomé di Iorio (Argentina) |
| 17:00 UTC−3 | 17:00 UTC−3  |                    |                 |                                               | Moncton Publik: 7 147 Domare: Salomé di Iorio (Argentina) | Moncton Publik: 7 147 Domare: Salomé di Iorio (Argentina) |

### Grupp C
| Nr | Lag     | S | V | O | F | GM | IM | MS  | P |
| -- | ------- | - | - | - | - | -- | -- | --- | - |
| 1  | Japan   | 3 | 3 | 0 | 0 | 4  | 1  | +3  | 9 |
| 2  | Kamerun | 3 | 2 | 0 | 1 | 9  | 3  | +6  | 6 |
| 3  | Schweiz | 3 | 1 | 0 | 2 | 11 | 4  | +7  | 3 |
| 4  | Ecuador | 3 | 0 | 0 | 3 | 1  | 17 | −16 | 0 |

| 6           | 8 juni 2015 | Kamerun | 6 – 0           | Ecuador | BC Place                                                  |                                                           |
| 16:00 UTC−7 | 16:00 UTC−7 | Madeleine Ngono Mani 33′ Gaëlle Enganamouit 35′, 72′, 90+3′ (str.) Christine Manie 43′ (str.) Gabrielle Onguéné 78′ (str.) | (3 – 0) Rapport |         | Vancouver Publik: 25 942 Domare: Katalin Kulcsár (Ungern) | Vancouver Publik: 25 942 Domare: Katalin Kulcsár (Ungern) |
| 16:00 UTC−7 | 16:00 UTC−7 | |                 |         | Vancouver Publik: 25 942 Domare: Katalin Kulcsár (Ungern) | Vancouver Publik: 25 942 Domare: Katalin Kulcsár (Ungern) |
| 16:00 UTC−7 | 16:00 UTC−7 | |                 |         | Vancouver Publik: 25 942 Domare: Katalin Kulcsár (Ungern) | Vancouver Publik: 25 942 Domare: Katalin Kulcsár (Ungern) |

| 5           | 8 juni 2015 | Japan                 | 1 – 0           | Schweiz | BC Place                                                 |                                                          |
| 19:00 UTC−7 | 19:00 UTC−7 | Aya Miyama 28′ (str.) | (1 – 0) Rapport |         | Vancouver Publik: 25 942 Domare: Lucila Venegas (Mexiko) | Vancouver Publik: 25 942 Domare: Lucila Venegas (Mexiko) |
| 19:00 UTC−7 | 19:00 UTC−7 |                       |                 |         | Vancouver Publik: 25 942 Domare: Lucila Venegas (Mexiko) | Vancouver Publik: 25 942 Domare: Lucila Venegas (Mexiko) |
| 19:00 UTC−7 | 19:00 UTC−7 |                       |                 |         | Vancouver Publik: 25 942 Domare: Lucila Venegas (Mexiko) | Vancouver Publik: 25 942 Domare: Lucila Venegas (Mexiko) |

| 18          | 12 juni 2015 | Schweiz | 10 – 10         | Ecuador                | BC Place                                              |                                                       |
| 16:00 UTC−7 | 16:00 UTC−7  | Angie Ponce 23′ (sjm.), 70′ (sjm.) Eseosa Aigbogun 45+1′ Fabienne Humm 46′, 48′, 51′ Ramona Bachmann 59′ (str.), 60′, 80′ Martina Moser 75′ | (2 – 0) Rapport | 63′ (str.) Angie Ponce | Vancouver Publik: 31 441 Domare: Rita Gani (Malaysia) | Vancouver Publik: 31 441 Domare: Rita Gani (Malaysia) |
| 16:00 UTC−7 | 16:00 UTC−7  | |                 |                        | Vancouver Publik: 31 441 Domare: Rita Gani (Malaysia) | Vancouver Publik: 31 441 Domare: Rita Gani (Malaysia) |
| 16:00 UTC−7 | 16:00 UTC−7  | |                 |                        | Vancouver Publik: 31 441 Domare: Rita Gani (Malaysia) | Vancouver Publik: 31 441 Domare: Rita Gani (Malaysia) |

| 17          | 12 juni 2015 | Japan                               | 2 – 1           | Kamerun          | BC Place                                                    |                                                             |
| 19:00 UTC−7 | 19:00 UTC−7  | Aya Sameshima 5′ Yuika Sugasawa 16′ | (2 – 0) Rapport | 89′ Ajara Nchout | Vancouver Publik: 31 441 Domare: Pernilla Larsson (Sverige) | Vancouver Publik: 31 441 Domare: Pernilla Larsson (Sverige) |
| 19:00 UTC−7 | 19:00 UTC−7  |                                     |                 |                  | Vancouver Publik: 31 441 Domare: Pernilla Larsson (Sverige) | Vancouver Publik: 31 441 Domare: Pernilla Larsson (Sverige) |
| 19:00 UTC−7 | 19:00 UTC−7  |                                     |                 |                  | Vancouver Publik: 31 441 Domare: Pernilla Larsson (Sverige) | Vancouver Publik: 31 441 Domare: Pernilla Larsson (Sverige) |

| 29          | 16 juni 2015 | Ecuador | 0 – 1           | Japan            | Investors Group Field                                     |                                                           |
| 16:00 UTC−5 | 16:00 UTC−5  |         | (0 – 1) Rapport | 4′ Yūki Nagasato | Winnipeg Publik: 14 522 Domare: Melissa Borjas (Honduras) | Winnipeg Publik: 14 522 Domare: Melissa Borjas (Honduras) |
| 16:00 UTC−5 | 16:00 UTC−5  |         |                 |                  | Winnipeg Publik: 14 522 Domare: Melissa Borjas (Honduras) | Winnipeg Publik: 14 522 Domare: Melissa Borjas (Honduras) |
| 16:00 UTC−5 | 16:00 UTC−5  |         |                 |                  | Winnipeg Publik: 14 522 Domare: Melissa Borjas (Honduras) | Winnipeg Publik: 14 522 Domare: Melissa Borjas (Honduras) |

| 30          | 16 juni 2015 | Schweiz                    | 1 – 2           | Kamerun                                        | Commonwealth Stadium                                        |                                                             |
| 15:00 UTC−6 | 15:00 UTC−6  | Ana-Maria Crnogorčević 23′ | (1 – 0) Rapport | 46′ Gabrielle Onguéné 61′ Madeleine Ngono Mani | Edmonton Publik: 10 177 Domare: Claudia Umpiérrez (Uruguay) | Edmonton Publik: 10 177 Domare: Claudia Umpiérrez (Uruguay) |
| 15:00 UTC−6 | 15:00 UTC−6  |                            |                 |                                                | Edmonton Publik: 10 177 Domare: Claudia Umpiérrez (Uruguay) | Edmonton Publik: 10 177 Domare: Claudia Umpiérrez (Uruguay) |
| 15:00 UTC−6 | 15:00 UTC−6  |                            |                 |                                                | Edmonton Publik: 10 177 Domare: Claudia Umpiérrez (Uruguay) | Edmonton Publik: 10 177 Domare: Claudia Umpiérrez (Uruguay) |

### Grupp D
| Nr | Lag        | S | V | O | F | GM | IM | MS | P |
| -- | ---------- | - | - | - | - | -- | -- | -- | - |
| 1  | USA        | 3 | 2 | 1 | 0 | 4  | 1  | +3 | 7 |
| 2  | Australien | 3 | 1 | 1 | 1 | 4  | 4  | 0  | 4 |
| 3  | Sverige    | 3 | 0 | 3 | 0 | 4  | 4  | 0  | 3 |
| 4  | Nigeria    | 3 | 0 | 1 | 2 | 3  | 6  | −3 | 1 |

| 8           | 8 juni 2015 | Sverige                                                           | 3 – 3           | Nigeria                                                           | Winnipeg Stadium                                        |                                                         |
| 15:00 UTC−5 | 15:00 UTC−5 | Desire Oparanozie 20′ (sjm.) Nilla Fischer 30′ Linda Sembrant 59′ | (2 – 0) Rapport | 49′ Ngozi Okobi-Okeoghene 52′ Asisat Oshoala 86′ Francisca Ordega | Winnipeg Publik: 31 148 Domare: Ri Hyang-ok (Nordkorea) | Winnipeg Publik: 31 148 Domare: Ri Hyang-ok (Nordkorea) |
| 15:00 UTC−5 | 15:00 UTC−5 |                                                                   |                 |                                                                   | Winnipeg Publik: 31 148 Domare: Ri Hyang-ok (Nordkorea) | Winnipeg Publik: 31 148 Domare: Ri Hyang-ok (Nordkorea) |
| 15:00 UTC−5 | 15:00 UTC−5 |                                                                   |                 |                                                                   | Winnipeg Publik: 31 148 Domare: Ri Hyang-ok (Nordkorea) | Winnipeg Publik: 31 148 Domare: Ri Hyang-ok (Nordkorea) |

| 7           | 8 juni 2015 | USA                                       | 3 – 1           | Australien        | Investors Group Field                                       |                                                             |
| 18:30 UTC−5 | 18:30 UTC−5 | Megan Rapinoe 11′, 77′ Christen Press 60′ | (1 – 1) Rapport | 26′ Lisa De Vanna | Winnipeg Publik: 31 148 Domare: Claudia Umpiérrez (Uruguay) | Winnipeg Publik: 31 148 Domare: Claudia Umpiérrez (Uruguay) |
| 18:30 UTC−5 | 18:30 UTC−5 |                                           |                 |                   | Winnipeg Publik: 31 148 Domare: Claudia Umpiérrez (Uruguay) | Winnipeg Publik: 31 148 Domare: Claudia Umpiérrez (Uruguay) |
| 18:30 UTC−5 | 18:30 UTC−5 |                                           |                 |                   | Winnipeg Publik: 31 148 Domare: Claudia Umpiérrez (Uruguay) | Winnipeg Publik: 31 148 Domare: Claudia Umpiérrez (Uruguay) |

| 20          | 12 juni 2015 | Australien          | 2 – 0           | Nigeria | Investors Group Field                                          |                                                                |
| 16:00 UTC−5 | 16:00 UTC−5  | Kyah Simon 28′, 67′ | (1 – 0) Rapport |         | Winnipeg Publik: 32 716 Domare: Stéphanie Frappart (Frankrike) | Winnipeg Publik: 32 716 Domare: Stéphanie Frappart (Frankrike) |
| 16:00 UTC−5 | 16:00 UTC−5  |                     |                 |         | Winnipeg Publik: 32 716 Domare: Stéphanie Frappart (Frankrike) | Winnipeg Publik: 32 716 Domare: Stéphanie Frappart (Frankrike) |
| 16:00 UTC−5 | 16:00 UTC−5  |                     |                 |         | Winnipeg Publik: 32 716 Domare: Stéphanie Frappart (Frankrike) | Winnipeg Publik: 32 716 Domare: Stéphanie Frappart (Frankrike) |

| 19          | 12 juni 2015 | USA | 0 – 0   | Sverige | Winnipeg Stadium                                          |                                                           |
| 19:00 UTC−5 | 19:00 UTC−5  |     | Rapport |         | Winnipeg Publik: 32 716 Domare: Sachiko Yamagishi (Japan) | Winnipeg Publik: 32 716 Domare: Sachiko Yamagishi (Japan) |
| 19:00 UTC−5 | 19:00 UTC−5  |     |         |         | Winnipeg Publik: 32 716 Domare: Sachiko Yamagishi (Japan) | Winnipeg Publik: 32 716 Domare: Sachiko Yamagishi (Japan) |
| 19:00 UTC−5 | 19:00 UTC−5  |     |         |         | Winnipeg Publik: 32 716 Domare: Sachiko Yamagishi (Japan) | Winnipeg Publik: 32 716 Domare: Sachiko Yamagishi (Japan) |

| 31          | 16 juni 2015 | Nigeria | 0 – 1           | USA              | BC Place                                                   |                                                            |
| 17:00 UTC−7 | 17:00 UTC−7  |         | (0 – 1) Rapport | 44′ Abby Wambach | Vancouver Publik: 52 193 Domare: Kateryna Monzul (Ukraina) | Vancouver Publik: 52 193 Domare: Kateryna Monzul (Ukraina) |
| 17:00 UTC−7 | 17:00 UTC−7  |         |                 |                  | Vancouver Publik: 52 193 Domare: Kateryna Monzul (Ukraina) | Vancouver Publik: 52 193 Domare: Kateryna Monzul (Ukraina) |
| 17:00 UTC−7 | 17:00 UTC−7  |         |                 |                  | Vancouver Publik: 52 193 Domare: Kateryna Monzul (Ukraina) | Vancouver Publik: 52 193 Domare: Kateryna Monzul (Ukraina) |

| 32          | 16 juni 2015 | Australien       | 1 – 1           | Sverige             | Commonwealth Stadium                                    |                                                         |
| 18:00 UTC−6 | 18:00 UTC−6  | Lisa De Vanna 4′ | (1 – 1) Rapport | 14′ Sofia Jakobsson | Edmonton Publik: 10 177 Domare: Lucila Venegas (Mexiko) | Edmonton Publik: 10 177 Domare: Lucila Venegas (Mexiko) |
| 18:00 UTC−6 | 18:00 UTC−6  |                  |                 |                     | Edmonton Publik: 10 177 Domare: Lucila Venegas (Mexiko) | Edmonton Publik: 10 177 Domare: Lucila Venegas (Mexiko) |
| 18:00 UTC−6 | 18:00 UTC−6  |                  |                 |                     | Edmonton Publik: 10 177 Domare: Lucila Venegas (Mexiko) | Edmonton Publik: 10 177 Domare: Lucila Venegas (Mexiko) |

### Grupp E
| Nr | Lag        | S | V | O | F | GM | IM | MS | P |
| -- | ---------- | - | - | - | - | -- | -- | -- | - |
| 1  | Brasilien  | 3 | 3 | 0 | 0 | 4  | 0  | +4 | 9 |
| 2  | Sydkorea   | 3 | 1 | 1 | 1 | 4  | 5  | −1 | 4 |
| 3  | Costa Rica | 3 | 0 | 2 | 1 | 3  | 4  | −1 | 2 |
| 4  | Spanien    | 3 | 0 | 1 | 2 | 2  | 4  | −2 | 1 |

| 10          | 9 juni 2015 | Spanien          | 1 – 1           | Costa Rica           | Stade Olympique                                             |                                                             |
| 16:00 UTC−4 | 16:00 UTC−4 | Vicky Losada 12′ | (1 – 1) Rapport | 13′ Raquel Rodríguez | Montreal Publik: 10 175 Domare: Salomé di Iorio (Argentina) | Montreal Publik: 10 175 Domare: Salomé di Iorio (Argentina) |
| 16:00 UTC−4 | 16:00 UTC−4 |                  |                 |                      | Montreal Publik: 10 175 Domare: Salomé di Iorio (Argentina) | Montreal Publik: 10 175 Domare: Salomé di Iorio (Argentina) |
| 16:00 UTC−4 | 16:00 UTC−4 |                  |                 |                      | Montreal Publik: 10 175 Domare: Salomé di Iorio (Argentina) | Montreal Publik: 10 175 Domare: Salomé di Iorio (Argentina) |

| 9           | 9 juni 2015 | Brasilien                    | 2 – 0           | Sydkorea | Stade Olympique                                          |                                                          |
| 19:00 UTC−4 | 19:00 UTC−4 | Formiga 32′ Marta 52′ (str.) | (1 – 0) Rapport |          | Montréal Publik: 10 176 Domare: Esther Staubli (Schweiz) | Montréal Publik: 10 176 Domare: Esther Staubli (Schweiz) |
| 19:00 UTC−4 | 19:00 UTC−4 |                              |                 |          | Montréal Publik: 10 176 Domare: Esther Staubli (Schweiz) | Montréal Publik: 10 176 Domare: Esther Staubli (Schweiz) |
| 19:00 UTC−4 | 19:00 UTC−4 |                              |                 |          | Montréal Publik: 10 176 Domare: Esther Staubli (Schweiz) | Montréal Publik: 10 176 Domare: Esther Staubli (Schweiz) |

| 21          | 13 juni 2015 | Brasilien          | 1 – 0           | Spanien | Stade Olympique                                             |                                                             |
| 16:00 UTC−4 | 16:00 UTC−4  | Andressa Alves 43′ | (1 – 0) Rapport |         | Montreal Publik: 28 623 Domare: Carol Anne Chenard (Kanada) | Montreal Publik: 28 623 Domare: Carol Anne Chenard (Kanada) |
| 16:00 UTC−4 | 16:00 UTC−4  |                    |                 |         | Montreal Publik: 28 623 Domare: Carol Anne Chenard (Kanada) | Montreal Publik: 28 623 Domare: Carol Anne Chenard (Kanada) |
| 16:00 UTC−4 | 16:00 UTC−4  |                    |                 |         | Montreal Publik: 28 623 Domare: Carol Anne Chenard (Kanada) | Montreal Publik: 28 623 Domare: Carol Anne Chenard (Kanada) |

| 22          | 13 juni 2015 | Sydkorea                             | 2 – 2           | Costa Rica                               | Stade Olympique                                           |                                                           |
| 19:00 UTC−4 | 19:00 UTC−4  | Ji So-yun 20′ (str.) Jeon Ga-eul 24′ | (2 – 1) Rapport | 16′ Melissa Herrera 88′ Karla Villalobos | Montréal Publik: 28 623 Domare: Carina Vitulano (Italien) | Montréal Publik: 28 623 Domare: Carina Vitulano (Italien) |
| 19:00 UTC−4 | 19:00 UTC−4  |                                      |                 |                                          | Montréal Publik: 28 623 Domare: Carina Vitulano (Italien) | Montréal Publik: 28 623 Domare: Carina Vitulano (Italien) |
| 19:00 UTC−4 | 19:00 UTC−4  |                                      |                 |                                          | Montréal Publik: 28 623 Domare: Carina Vitulano (Italien) | Montréal Publik: 28 623 Domare: Carina Vitulano (Italien) |

| 33          | 17 juni 2015 | Costa Rica | 0 – 1           | Brasilien            | Moncton Stadium                                         |                                                         |
| 20:00 UTC−3 | 20:00 UTC−3  |            | (0 – 0) Rapport | 82′ Raquel Fernandes | Moncton Publik: 9 543 Domare: Efthalia Mitsi (Grekland) | Moncton Publik: 9 543 Domare: Efthalia Mitsi (Grekland) |
| 20:00 UTC−3 | 20:00 UTC−3  |            |                 |                      | Moncton Publik: 9 543 Domare: Efthalia Mitsi (Grekland) | Moncton Publik: 9 543 Domare: Efthalia Mitsi (Grekland) |
| 20:00 UTC−3 | 20:00 UTC−3  |            |                 |                      | Moncton Publik: 9 543 Domare: Efthalia Mitsi (Grekland) | Moncton Publik: 9 543 Domare: Efthalia Mitsi (Grekland) |

| 34          | 17 juni 2015 | Sydkorea                        | 2 – 1           | Spanien              | TD Place Stadium                                                |                                                                 |
| 19:00 UTC−4 | 19:00 UTC−4  | Cho So-hyun 52′ Kim Soo-yun 77′ | (0 – 1) Rapport | 28′ Verónica Boquete | Ottawa Publik: 21 562 Domare: Anna-Marie Keighley (Nya Zeeland) | Ottawa Publik: 21 562 Domare: Anna-Marie Keighley (Nya Zeeland) |
| 19:00 UTC−4 | 19:00 UTC−4  |                                 |                 |                      | Ottawa Publik: 21 562 Domare: Anna-Marie Keighley (Nya Zeeland) | Ottawa Publik: 21 562 Domare: Anna-Marie Keighley (Nya Zeeland) |
| 19:00 UTC−4 | 19:00 UTC−4  |                                 |                 |                      | Ottawa Publik: 21 562 Domare: Anna-Marie Keighley (Nya Zeeland) | Ottawa Publik: 21 562 Domare: Anna-Marie Keighley (Nya Zeeland) |

### Grupp F
| Nr | Lag       | S | V | O | F | GM | IM | MS | P |
| -- | --------- | - | - | - | - | -- | -- | -- | - |
| 1  | Frankrike | 3 | 2 | 0 | 1 | 6  | 2  | +4 | 6 |
| 2  | England   | 3 | 2 | 0 | 1 | 4  | 3  | +1 | 6 |
| 3  | Colombia  | 3 | 1 | 1 | 1 | 4  | 3  | +1 | 4 |
| 4  | Mexiko    | 3 | 0 | 1 | 2 | 2  | 8  | −6 | 1 |

| 11          | 9 juni 2015 | Frankrike             | 1 – 0           | England | Moncton Stadium                                          |                                                          |
| 14:00 UTC−3 | 14:00 UTC−3 | Eugénie Le Sommer 28′ | (1 – 0) Rapport |         | Moncton Publik: 11 686 Domare: Efthalia Mitsi (Grekland) | Moncton Publik: 11 686 Domare: Efthalia Mitsi (Grekland) |
| 14:00 UTC−3 | 14:00 UTC−3 |                       |                 |         | Moncton Publik: 11 686 Domare: Efthalia Mitsi (Grekland) | Moncton Publik: 11 686 Domare: Efthalia Mitsi (Grekland) |
| 14:00 UTC−3 | 14:00 UTC−3 |                       |                 |         | Moncton Publik: 11 686 Domare: Efthalia Mitsi (Grekland) | Moncton Publik: 11 686 Domare: Efthalia Mitsi (Grekland) |

| 12          | 9 juni 2015 | Colombia            | 1 – 1           | Mexiko             | Moncton Stadium                                         |                                                         |
| 17:00 UTC−3 | 17:00 UTC−3 | Daniela Montoya 81′ | (0 – 1) Rapport | 35′ Verónica Pérez | Moncton Publik: 11 686 Domare: Thérèse Neguel (Kamerun) | Moncton Publik: 11 686 Domare: Thérèse Neguel (Kamerun) |
| 17:00 UTC−3 | 17:00 UTC−3 |                     |                 |                    | Moncton Publik: 11 686 Domare: Thérèse Neguel (Kamerun) | Moncton Publik: 11 686 Domare: Thérèse Neguel (Kamerun) |
| 17:00 UTC−3 | 17:00 UTC−3 |                     |                 |                    | Moncton Publik: 11 686 Domare: Thérèse Neguel (Kamerun) | Moncton Publik: 11 686 Domare: Thérèse Neguel (Kamerun) |

| 23          | 13 juni 2015 | Frankrike | 0 – 2           | Colombia                             | Moncton Stadium                                 |                                                 |
| 14:00 UTC−3 | 14:00 UTC−3  |           | (0 – 1) Rapport | 18′ Lady Andrade 90+2′ Catalina Usme | Moncton Publik: 13 138 Domare: Qin Liang (Kina) | Moncton Publik: 13 138 Domare: Qin Liang (Kina) |
| 14:00 UTC−3 | 14:00 UTC−3  |           |                 |                                      | Moncton Publik: 13 138 Domare: Qin Liang (Kina) | Moncton Publik: 13 138 Domare: Qin Liang (Kina) |
| 14:00 UTC−3 | 14:00 UTC−3  |           |                 |                                      | Moncton Publik: 13 138 Domare: Qin Liang (Kina) | Moncton Publik: 13 138 Domare: Qin Liang (Kina) |

| 24          | 13 juni 2015 | England                         | 2 – 1           | Mexiko             | Moncton Stadium                                                  |                                                                  |
| 17:00 UTC−3 | 17:00 UTC−3  | Fran Kirby 70′ Karen Carney 81′ | (0 – 0) Rapport | 90′ Fabiola Ibarra | Moncton Publik: 13 138 Domare: Anna-Marie Keighley (Nya Zeeland) | Moncton Publik: 13 138 Domare: Anna-Marie Keighley (Nya Zeeland) |
| 17:00 UTC−3 | 17:00 UTC−3  |                                 |                 |                    | Moncton Publik: 13 138 Domare: Anna-Marie Keighley (Nya Zeeland) | Moncton Publik: 13 138 Domare: Anna-Marie Keighley (Nya Zeeland) |
| 17:00 UTC−3 | 17:00 UTC−3  |                                 |                 |                    | Moncton Publik: 13 138 Domare: Anna-Marie Keighley (Nya Zeeland) | Moncton Publik: 13 138 Domare: Anna-Marie Keighley (Nya Zeeland) |

| 35          | 17 juni 2015 | Mexiko | 0 – 5           | Frankrike                                                                                  | TD Place Stadium                                        |                                                         |
| 16:00 UTC−4 | 16:00 UTC−4  |        | (0 – 4) Rapport | 1′ Marie-Laure Delie 8′ (sjm.) Jennifer Ruiz 12′, 35′ Eugénie Le Sommer 79′ Amandine Henry | Ottawa Publik: 21 562 Domare: Sachiko Yamagishi (Japan) | Ottawa Publik: 21 562 Domare: Sachiko Yamagishi (Japan) |
| 16:00 UTC−4 | 16:00 UTC−4  |        |                 |                                                                                            | Ottawa Publik: 21 562 Domare: Sachiko Yamagishi (Japan) | Ottawa Publik: 21 562 Domare: Sachiko Yamagishi (Japan) |
| 16:00 UTC−4 | 16:00 UTC−4  |        |                 |                                                                                            | Ottawa Publik: 21 562 Domare: Sachiko Yamagishi (Japan) | Ottawa Publik: 21 562 Domare: Sachiko Yamagishi (Japan) |

| 36          | 17 juni 2015 | England                                   | 2 – 1           | Colombia           | Stade Olympique                                             |                                                             |
| 16:00 UTC−4 | 16:00 UTC−4  | Karen Carney 14′ Fara Williams 37′ (str.) | (2 – 0) Rapport | 90+3′ Lady Andrade | Montréal Publik: 13 862 Domare: Carol Anne Chenard (Kanada) | Montréal Publik: 13 862 Domare: Carol Anne Chenard (Kanada) |
| 16:00 UTC−4 | 16:00 UTC−4  |                                           |                 |                    | Montréal Publik: 13 862 Domare: Carol Anne Chenard (Kanada) | Montréal Publik: 13 862 Domare: Carol Anne Chenard (Kanada) |
| 16:00 UTC−4 | 16:00 UTC−4  |                                           |                 |                    | Montréal Publik: 13 862 Domare: Carol Anne Chenard (Kanada) | Montréal Publik: 13 862 Domare: Carol Anne Chenard (Kanada) |

### Ranking av grupptreor
| \| Nr \| Lag (grupp)v • r \| S \| V \| O \| F \| GM \| IM \| MS \| P \| \| -- \| ----------------- \| - \| - \| - \| - \| -- \| -- \| -- \| - \| \| 1 \| Colombia (F) \| 3 \| 1 \| 1 \| 1 \| 4 \| 3 \| +1 \| 4 \| \| 2 \| Nederländerna (A) \| 3 \| 1 \| 1 \| 1 \| 2 \| 2 \| 0 \| 4 \| \| 3 \| Schweiz (C) \| 3 \| 1 \| 0 \| 2 \| 11 \| 4 \| +7 \| 3 \| \| 4 \| Sverige (D) \| 3 \| 0 \| 3 \| 0 \| 4 \| 4 \| 0 \| 3 \| \| 5 \| Thailand (B) \| 3 \| 1 \| 0 \| 2 \| 3 \| 10 \| −7 \| 3 \| \| 6 \| Costa Rica (E) \| 3 \| 0 \| 2 \| 1 \| 3 \| 4 \| −1 \| 2 \| | De sex grupptreorna rankas i en tabell enligt följande: 1. poäng 2. målskillnad 3. gjorda mål 4. lottning. |   |   |   |   |    |    |    |   |
| Nr | Lag (grupp)                                                                                                | S | V | O | F | GM | IM | MS | P |
| 1 | Colombia (F)                                                                                               | 3 | 1 | 1 | 1 | 4  | 3  | +1 | 4 |
| 2 | Nederländerna (A)                                                                                          | 3 | 1 | 1 | 1 | 2  | 2  | 0  | 4 |
| 3 | Schweiz (C)                                                                                                | 3 | 1 | 0 | 2 | 11 | 4  | +7 | 3 |
| 4 | Sverige (D)                                                                                                | 3 | 0 | 3 | 0 | 4  | 4  | 0  | 3 |
| 5 | Thailand (B)                                                                                               | 3 | 1 | 0 | 2 | 3  | 10 | −7 | 3 |
| 6 | Costa Rica (E)                                                                                             | 3 | 0 | 2 | 1 | 3  | 4  | −1 | 2 |

## Slutspel

### Slutspelsträd
|  | Åttondelsfinaler | Åttondelsfinaler |                 |       | Kvartsfinaler  | Kvartsfinaler |        |        | Semifinaler | Semifinaler |  |  | Final | Final |
|  |                  |                  |                 |       |                |               |        |        |             |             |  |  |       |       |
|  | 20 juni          |                  |                 |       |                |               |        |        |             |             |  |  |       |       |
|  |                  |                  |                 |       |                |               |        |        |             |             |  |  |       |       |
|  | Kina             | 1                |                 |       |                |               |        |        |             |             |  |  |       |       |
|  | Kina             | 1                | 26 juni         |       |                |               |        |        |             |             |  |  |       |       |
|  | Kamerun          | 0                |                 |       |                |               |        |        |             |             |  |  |       |       |
|  | Kamerun          | 0                | Kina            | 0     |                |               |        |        |             |             |  |  |       |       |
|  | 22 juni          |                  | Kina            | 0     |                |               |        |        |             |             |  |  |       |       |
|  |                  | USA              | 1               |       |                |               |        |        |             |             |  |  |       |       |
|  | USA              | USA              | 1               | 2     |                |               |        |        |             |             |  |  |       |       |
|  | USA              |                  | 30 juni         | 2     |                |               |        |        |             |             |  |  |       |       |
|  | Colombia         | 0                |                 |       |                |               |        |        |             |             |  |  |       |       |
|  | Colombia         | 0                | USA             | 2     |                |               |        |        |             |             |  |  |       |       |
|  | 20 juni          |                  | USA             | 2     |                |               |        |        |             |             |  |  |       |       |
|  |                  | Tyskland         | 0               |       |                |               |        |        |             |             |  |  |       |       |
|  | Tyskland         | Tyskland         | 0               | 4     |                |               |        |        |             |             |  |  |       |       |
|  | Tyskland         | 26 juni          |                 | 4     |                |               |        |        |             |             |  |  |       |       |
|  | Sverige          | 1                |                 |       |                |               |        |        |             |             |  |  |       |       |
|  | Sverige          | 1                | Tyskland (str.) | 1 (5) |                |               |        |        |             |             |  |  |       |       |
|  | 21 juni          |                  | Tyskland (str.) | 1 (5) |                |               |        |        |             |             |  |  |       |       |
|  |                  | Frankrike        | 1 (4)           |       |                |               |        |        |             |             |  |  |       |       |
|  | Frankrike        | Frankrike        | 1 (4)           | 3     |                |               |        |        |             |             |  |  |       |       |
|  | Frankrike        |                  | 5 juli          | 3     |                |               |        |        |             |             |  |  |       |       |
|  | Sydkorea         | 0                |                 |       |                |               |        |        |             |             |  |  |       |       |
|  | Sydkorea         | 0                | USA             | 5     |                |               |        |        |             |             |  |  |       |       |
|  | 21 juni          |                  | USA             | 5     |                |               |        |        |             |             |  |  |       |       |
|  |                  | Japan            | 2               |       |                |               |        |        |             |             |  |  |       |       |
|  | Brasilien        | Japan            | 2               | 0     |                |               |        |        |             |             |  |  |       |       |
|  | Brasilien        | 27 juni          |                 | 0     |                |               |        |        |             |             |  |  |       |       |
|  | Australien       | 1                |                 |       |                |               |        |        |             |             |  |  |       |       |
|  | Australien       | 1                | Australien      | 0     |                |               |        |        |             |             |  |  |       |       |
|  | 23 juni          |                  | Australien      | 0     |                |               |        |        |             |             |  |  |       |       |
|  |                  | Japan            | 1               |       |                |               |        |        |             |             |  |  |       |       |
|  | Japan            | Japan            | 1               | 2     |                |               |        |        |             |             |  |  |       |       |
|  | Japan            |                  | 1 juli          | 2     |                |               |        |        |             |             |  |  |       |       |
|  | Nederländerna    | 1                |                 |       |                |               |        |        |             |             |  |  |       |       |
|  | Nederländerna    | 1                | Japan           | 2     |                |               |        |        |             |             |  |  |       |       |
|  | 22 juni          |                  | Japan           | 2     |                |               |        |        |             |             |  |  |       |       |
|  |                  | England          | 1               |       | Bronsmatch     | Bronsmatch    |        |        |             |             |  |  |       |       |
|  | Norge            | England          | 1               | 1     | Bronsmatch     | Bronsmatch    |        |        |             |             |  |  |       |       |
|  | Norge            | 27 juni          | 27 juni         | 1     |                |               | 4 juli | 4 juli |             |             |  |  |       |       |
|  | England          | 27 juni          | 27 juni         | 2     |                |               | 4 juli | 4 juli |             |             |  |  |       |       |
|  | England          | England          | 2               | 2     | Tyskland       | 0             |        |        |             |             |  |  |       |       |
|  | 21 juni          | England          | 2               |       | Tyskland       | 0             |        |        |             |             |  |  |       |       |
|  |                  | Kanada           | 1               |       | England (e.f.) | 1             |        |        |             |             |  |  |       |       |
|  | Kanada           | Kanada           | 1               | 1     | England (e.f.) | 1             |        |        |             |             |  |  |       |       |
|  | Kanada           |                  |                 | 1     |                |               |        |        |             |             |  |  |       |       |
|  | Schweiz          | 0                |                 |       |                |               |        |        |             |             |  |  |       |       |
|  | Schweiz          | 0                |                 |       |                |               |        |        |             |             |  |  |       |       |

### Åttondelsfinaler
| 39          | 20 juni 2015 | Tyskland                                                           | 4 – 1           | Sverige            | TD Place Stadium                                      |                                                       |
| 16:00 UTC−4 | 16:00 UTC−4  | Anja Mittag 23′ Célia Šašić 35′ (str.), 77′ Dzsenifer Marozsán 87′ | (2 – 0) Rapport | 81′ Linda Sembrant | Ottawa Publik: 22 486 Domare: Ri Hyang Ok (Nordkorea) | Ottawa Publik: 22 486 Domare: Ri Hyang Ok (Nordkorea) |
| 16:00 UTC−4 | 16:00 UTC−4  |                                                                    |                 |                    | Ottawa Publik: 22 486 Domare: Ri Hyang Ok (Nordkorea) | Ottawa Publik: 22 486 Domare: Ri Hyang Ok (Nordkorea) |
| 16:00 UTC−4 | 16:00 UTC−4  |                                                                    |                 |                    | Ottawa Publik: 22 486 Domare: Ri Hyang Ok (Nordkorea) | Ottawa Publik: 22 486 Domare: Ri Hyang Ok (Nordkorea) |

| 37          | 20 juni 2015 | Kina              | 1 – 0           | Kamerun | Commonwealth Stadium                                         |                                                              |
| 17:30 UTC−6 | 17:30 UTC−6  | Wang Shanshan 11′ | (1 – 0) Rapport |         | Edmonton Publik: 15 958 Domare: Bibiana Steinhaus (Tyskland) | Edmonton Publik: 15 958 Domare: Bibiana Steinhaus (Tyskland) |
| 17:30 UTC−6 | 17:30 UTC−6  |                   |                 |         | Edmonton Publik: 15 958 Domare: Bibiana Steinhaus (Tyskland) | Edmonton Publik: 15 958 Domare: Bibiana Steinhaus (Tyskland) |
| 17:30 UTC−6 | 17:30 UTC−6  |                   |                 |         | Edmonton Publik: 15 958 Domare: Bibiana Steinhaus (Tyskland) | Edmonton Publik: 15 958 Domare: Bibiana Steinhaus (Tyskland) |

| 41          | 21 juni 2015 | Brasilien | 0 – 1           | Australien     | Moncton Stadium                                         |                                                         |
| 14:00 UTC−3 | 14:00 UTC−3  |           | (0 – 0) Rapport | 79′ Kyah Simon | Moncton Publik: 12 054 Domare: Teodora Albon (Rumänien) | Moncton Publik: 12 054 Domare: Teodora Albon (Rumänien) |
| 14:00 UTC−3 | 14:00 UTC−3  |           |                 |                | Moncton Publik: 12 054 Domare: Teodora Albon (Rumänien) | Moncton Publik: 12 054 Domare: Teodora Albon (Rumänien) |
| 14:00 UTC−3 | 14:00 UTC−3  |           |                 |                | Moncton Publik: 12 054 Domare: Teodora Albon (Rumänien) | Moncton Publik: 12 054 Domare: Teodora Albon (Rumänien) |

| 40          | 21 juni 2015 | Frankrike                                  | 3 – 0           | Sydkorea | Stade Olympique                                             |                                                             |
| 16:00 UTC−4 | 16:00 UTC−4  | Marie-Laure Delie 3′, 47′ Élodie Thomis 7′ | (2 – 0) Rapport |          | Montréal Publik: 15 518 Domare: Salomé di Iorio (Argentina) | Montréal Publik: 15 518 Domare: Salomé di Iorio (Argentina) |
| 16:00 UTC−4 | 16:00 UTC−4  |                                            |                 |          | Montréal Publik: 15 518 Domare: Salomé di Iorio (Argentina) | Montréal Publik: 15 518 Domare: Salomé di Iorio (Argentina) |
| 16:00 UTC−4 | 16:00 UTC−4  |                                            |                 |          | Montréal Publik: 15 518 Domare: Salomé di Iorio (Argentina) | Montréal Publik: 15 518 Domare: Salomé di Iorio (Argentina) |

| 44          | 21 juni 2015 | Kanada             | 1 – 0           | Schweiz | BC Place                                                           |                                                                    |
| 16:30 UTC−7 | 16:30 UTC−7  | Josee Belanger 51′ | (0 – 0) Rapport |         | Vancouver Publik: 53 855 Domare: Anna-Marie Keighley (Nya Zeeland) | Vancouver Publik: 53 855 Domare: Anna-Marie Keighley (Nya Zeeland) |
| 16:30 UTC−7 | 16:30 UTC−7  |                    |                 |         | Vancouver Publik: 53 855 Domare: Anna-Marie Keighley (Nya Zeeland) | Vancouver Publik: 53 855 Domare: Anna-Marie Keighley (Nya Zeeland) |
| 16:30 UTC−7 | 16:30 UTC−7  |                    |                 |         | Vancouver Publik: 53 855 Domare: Anna-Marie Keighley (Nya Zeeland) | Vancouver Publik: 53 855 Domare: Anna-Marie Keighley (Nya Zeeland) |

| 43          | 22 juni 2015 | Norge                   | 1 – 2           | England                            | TD Place Stadium                                       |                                                        |
| 17:00 UTC−4 | 17:00 UTC−4  | Solveig Gulbrandsen 53′ | (0 – 0) Rapport | 60′ Steph Houghton 75′ Lucy Bronze | Ottawa Publik: 19 829 Domare: Esther Staubli (Schweiz) | Ottawa Publik: 19 829 Domare: Esther Staubli (Schweiz) |
| 17:00 UTC−4 | 17:00 UTC−4  |                         |                 |                                    | Ottawa Publik: 19 829 Domare: Esther Staubli (Schweiz) | Ottawa Publik: 19 829 Domare: Esther Staubli (Schweiz) |
| 17:00 UTC−4 | 17:00 UTC−4  |                         |                 |                                    | Ottawa Publik: 19 829 Domare: Esther Staubli (Schweiz) | Ottawa Publik: 19 829 Domare: Esther Staubli (Schweiz) |

| 38          | 22 juni 2015 | USA                                    | 2 – 0           | Colombia | Commonwealth Stadium                                           |                                                                |
| 18:00 UTC−6 | 18:00 UTC−6  | Alex Morgan 54′ Carli Lloyd 65′ (str.) | (0 – 0) Rapport |          | Edmonton Publik: 19 412 Domare: Stéphanie Frappart (Frankrike) | Edmonton Publik: 19 412 Domare: Stéphanie Frappart (Frankrike) |
| 18:00 UTC−6 | 18:00 UTC−6  |                                        |                 |          | Edmonton Publik: 19 412 Domare: Stéphanie Frappart (Frankrike) | Edmonton Publik: 19 412 Domare: Stéphanie Frappart (Frankrike) |
| 18:00 UTC−6 | 18:00 UTC−6  |                                        |                 |          | Edmonton Publik: 19 412 Domare: Stéphanie Frappart (Frankrike) | Edmonton Publik: 19 412 Domare: Stéphanie Frappart (Frankrike) |

| 42          | 23 juni 2015 | Japan                                   | 2 – 1           | Nederländerna            | BC Place                                                 |                                                          |
| 19:00 UTC−7 | 19:00 UTC−7  | Saori Ariyoshi 10′ Mizuho Sakaguchi 78′ | (1 – 0) Rapport | 90+2′ Kirsten van de Ven | Vancouver Publik: 28 717 Domare: Lucila Venegas (Mexiko) | Vancouver Publik: 28 717 Domare: Lucila Venegas (Mexiko) |
| 19:00 UTC−7 | 19:00 UTC−7  |                                         |                 |                          | Vancouver Publik: 28 717 Domare: Lucila Venegas (Mexiko) | Vancouver Publik: 28 717 Domare: Lucila Venegas (Mexiko) |
| 19:00 UTC−7 | 19:00 UTC−7  |                                         |                 |                          | Vancouver Publik: 28 717 Domare: Lucila Venegas (Mexiko) | Vancouver Publik: 28 717 Domare: Lucila Venegas (Mexiko) |

### Kvartsfinaler
| 46          | 26 juni 2015 | Tyskland                                                                     | 0000 1 – 1 (e.fl.)         | Frankrike                                                              | Stade Olympique                                             |                                                             |
| 16:00 UTC−4 | 16:00 UTC−4  | Célia Šašić 83′ (str.)                                                       | (0 – 0) Rapport            | 63′ Louisa Nécib                                                       | Montréal Publik: 24 859 Domare: Carol Anne Chenard (Kanada) | Montréal Publik: 24 859 Domare: Carol Anne Chenard (Kanada) |
| 16:00 UTC−4 | 16:00 UTC−4  |                                                                              |                            |                                                                        | Montréal Publik: 24 859 Domare: Carol Anne Chenard (Kanada) | Montréal Publik: 24 859 Domare: Carol Anne Chenard (Kanada) |
| 16:00 UTC−4 | 16:00 UTC−4  | Melanie Behringer Simone Laudehr Babett Peter Dzsenifer Marozsán Célia Šašić | Straffsparksläggning 5 – 4 | Gaëtane Thiney Camille Abily Louisa Nécib Wendie Renard Claire Lavogez | Montréal Publik: 24 859 Domare: Carol Anne Chenard (Kanada) | Montréal Publik: 24 859 Domare: Carol Anne Chenard (Kanada) |

| 45          | 26 juni 2015 | Kina | 0 – 1           | USA             | TD Place Stadium                                        |                                                         |
| 19:30 UTC−4 | 19:30 UTC−4  |      | (0 – 0) Rapport | 50′ Carli Lloyd | Ottawa Publik: 24 141 Domare: Carina Vitulano (Italien) | Ottawa Publik: 24 141 Domare: Carina Vitulano (Italien) |
| 19:30 UTC−4 | 19:30 UTC−4  |      |                 |                 | Ottawa Publik: 24 141 Domare: Carina Vitulano (Italien) | Ottawa Publik: 24 141 Domare: Carina Vitulano (Italien) |
| 19:30 UTC−4 | 19:30 UTC−4  |      |                 |                 | Ottawa Publik: 24 141 Domare: Carina Vitulano (Italien) | Ottawa Publik: 24 141 Domare: Carina Vitulano (Italien) |

| 47          | 27 juni 2015 | Australien | 0 – 1           | Japan             | Commonwealth Stadium                                      |                                                           |
| 14:00 UTC−6 | 14:00 UTC−6  |            | (0 – 0) Rapport | 86′ Mana Iwabuchi | Edmonton Publik: 19 814 Domare: Kateryna Monzul (Ukraina) | Edmonton Publik: 19 814 Domare: Kateryna Monzul (Ukraina) |
| 14:00 UTC−6 | 14:00 UTC−6  |            |                 |                   | Edmonton Publik: 19 814 Domare: Kateryna Monzul (Ukraina) | Edmonton Publik: 19 814 Domare: Kateryna Monzul (Ukraina) |
| 14:00 UTC−6 | 14:00 UTC−6  |            |                 |                   | Edmonton Publik: 19 814 Domare: Kateryna Monzul (Ukraina) | Edmonton Publik: 19 814 Domare: Kateryna Monzul (Ukraina) |

| 48          | 27 juni 2015 | England                          | 2 – 1           | Kanada                 | Stade Olympique                                             |                                                             |
| 16:30 UTC−7 | 16:30 UTC−7  | Jodie Taylor 11′ Lucy Bronze 14′ | (2 – 1) Rapport | 42′ Christine Sinclair | Montréal Publik: 54 027 Domare: Claudia Umpiérrez (Uruguay) | Montréal Publik: 54 027 Domare: Claudia Umpiérrez (Uruguay) |
| 16:30 UTC−7 | 16:30 UTC−7  |                                  |                 |                        | Montréal Publik: 54 027 Domare: Claudia Umpiérrez (Uruguay) | Montréal Publik: 54 027 Domare: Claudia Umpiérrez (Uruguay) |
| 16:30 UTC−7 | 16:30 UTC−7  |                                  |                 |                        | Montréal Publik: 54 027 Domare: Claudia Umpiérrez (Uruguay) | Montréal Publik: 54 027 Domare: Claudia Umpiérrez (Uruguay) |

### Semifinaler
| 49          | 30 juni 2015 | USA                                      | 2 – 0           | Tyskland | Stade Olympique                                          |                                                          |
| 19:00 UTC−4 | 19:00 UTC−4  | Carli Lloyd 68′ (str.) Kelley O'Hara 83′ | (0 – 0) Rapport |          | Montréal Publik: 51 176 Domare: Teodora Albon (Rumänien) | Montréal Publik: 51 176 Domare: Teodora Albon (Rumänien) |
| 19:00 UTC−4 | 19:00 UTC−4  |                                          |                 |          | Montréal Publik: 51 176 Domare: Teodora Albon (Rumänien) | Montréal Publik: 51 176 Domare: Teodora Albon (Rumänien) |
| 19:00 UTC−4 | 19:00 UTC−4  |                                          |                 |          | Montréal Publik: 51 176 Domare: Teodora Albon (Rumänien) | Montréal Publik: 51 176 Domare: Teodora Albon (Rumänien) |

| 50          | 1 juli 2015 | Japan                                            | 2 – 1           | England                  | Commonwealth Stadium                                              |                                                                   |
| 17:00 UTC−6 | 17:00 UTC−6 | Aya Miyama 32′ (str.) Laura Bassett 90+1′ (sjm.) | (1 – 1) Rapport | 39′ (str.) Fara Williams | Edmonton Publik: 31 467 Domare: Anna-Marie Keighley (Nya Zeeland) | Edmonton Publik: 31 467 Domare: Anna-Marie Keighley (Nya Zeeland) |
| 17:00 UTC−6 | 17:00 UTC−6 |                                                  |                 |                          | Edmonton Publik: 31 467 Domare: Anna-Marie Keighley (Nya Zeeland) | Edmonton Publik: 31 467 Domare: Anna-Marie Keighley (Nya Zeeland) |
| 17:00 UTC−6 | 17:00 UTC−6 |                                                  |                 |                          | Edmonton Publik: 31 467 Domare: Anna-Marie Keighley (Nya Zeeland) | Edmonton Publik: 31 467 Domare: Anna-Marie Keighley (Nya Zeeland) |

### Bronsmatch
| 51          | 4 juli 2015 | Tyskland | 0000 0 – 1 (e.fl.) | England                   | Commonwealth Stadium                                    |                                                         |
| 14:00 UTC−6 | 14:00 UTC−6 |          | (0 – 0) Rapport    | 107′ (str.) Fara Williams | Edmonton Publik: 21 483 Domare: Ri Hyang Ok (Nordkorea) | Edmonton Publik: 21 483 Domare: Ri Hyang Ok (Nordkorea) |
| 14:00 UTC−6 | 14:00 UTC−6 |          |                    |                           | Edmonton Publik: 21 483 Domare: Ri Hyang Ok (Nordkorea) | Edmonton Publik: 21 483 Domare: Ri Hyang Ok (Nordkorea) |
| 14:00 UTC−6 | 14:00 UTC−6 |          |                    |                           | Edmonton Publik: 21 483 Domare: Ri Hyang Ok (Nordkorea) | Edmonton Publik: 21 483 Domare: Ri Hyang Ok (Nordkorea) |

### Final
| 52          | 4 juli 2015 | USA                                                        | 5 – 2           | Japan                                    | BC Place                                                   |                                                            |
| 16:00 UTC−7 | 16:00 UTC−7 | Carli Lloyd 3′, 5′, 16′ Lauren Holiday 14′ Tobin Heath 54′ | (4 – 1) Rapport | 27′ Yūki Ōgimi 52′ (sjm.) Julie Johnston | Vancouver Publik: 53 341 Domare: Kateryna Monzul (Ukraina) | Vancouver Publik: 53 341 Domare: Kateryna Monzul (Ukraina) |
| 16:00 UTC−7 | 16:00 UTC−7 |                                                            |                 |                                          | Vancouver Publik: 53 341 Domare: Kateryna Monzul (Ukraina) | Vancouver Publik: 53 341 Domare: Kateryna Monzul (Ukraina) |
| 16:00 UTC−7 | 16:00 UTC−7 |                                                            |                 |                                          | Vancouver Publik: 53 341 Domare: Kateryna Monzul (Ukraina) | Vancouver Publik: 53 341 Domare: Kateryna Monzul (Ukraina) |

## OS-kval
Turneringen fungerade även som det europeiska kvalet till OS 2016. Tyskland och Frankrike tog direktplatserna till OS medan Sverige, Norge, Nederländerna och Schweiz kvalificerade sig för en specifik kvalturnering där vinnaren (Sverige) tog Europas tredje plats till OS-turneringen.

## Utmärkelser
Följande utmärkselser delades ut av FIFA efter att mästerskapet avslutats.
| Saori Ariyoshi · Lucy Bronze · Julie Johnston | Megan Rapinoe · Célia Šašić |

| Nadine Angerer | Ayumi Kaihori |

| Ada Hegerberg | Tang Jiali |

Notering: Šašić och Lloyd gjorde samma antal mål, men Guldskon gick till Šašić som hade mindre speltid totalt.

## Statistik

### Målskyttar
6 mål (2 spelare)
- Célia Šašić
- Carli Lloyd

5 mål (1 spelare)
- Anja Mittag

3 mål (8 spelare)
- Kyah Simon
- Fara Williams
- Marie-Laure Delie
- Eugénie Le Sommer
- Gaëlle Enganamouit
- Ada Hegerberg
- Ramona Bachmann
- Fabienne Humm

2 mål (20 spelare)
- Lisa De Vanna
- Christine Sinclair
- Lady Andrade
- Ange N'Guessan
- Lucy Bronze
- Karen Carney
- Madeleine Ngono Mani
- Gabrielle Onguéné
- Wang Lisi
- Wang Shanshan
- Aya Miyama
- Yūki Ōgimi
- Kirsten van de Ven
- Solveig Gulbrandsen
- Isabell Herlovsen
- Linda Sembrant
- Orathai Srimanee
- Sara Däbritz
- Lena Petermann
- Megan Rapinoe

1 mål (59 spelare)
- Andressa Alves
- Formiga
- Marta
- Raquel
- Daniela Montoya
- Catalina Usme
- Melissa Herrera
- Raquel Rodríguez
- Karla Villalobos
- Angie Ponce
- Josée Nahi
- Steph Houghton
- Fran Kirby
- Jodie Taylor
- Amandine Henry
- Louisa Nécib
- Élodie Thomis
- Saori Ariyoshi
- Mana Iwabuchi
- Mizuho Sakaguchi
- Aya Sameshima
- Yuika Sugasawa
- Christine Manie
- Ajara Nchout
- Josée Bélanger
- Ashley Lawrence
- Fabiola Ibarra
- Verónica Pérez
- Lieke Martens
- Ngozi Okobi
- Francisca Ordega
- Asisat Oshoala
- Maren Mjelde
- Trine Rønning
- Rebekah Stott
- Hannah Wilkinson
- Eseosa Aigbogun
- Ana-Maria Crnogorčević
- Martina Moser
- Verónica Boquete
- Victoria Losada
- Nilla Fischer
- Sofia Jakobsson
- Cho So-hyun
- Jeon Ga-eul
- Ji So-yun
- Kim Soo-yun
- Thanatta Chawong
- Melanie Behringer
- Simone Laudehr
- Melanie Leupolz
- Dzsenifer Marozsán
- Alexandra Popp
- Tobin Heath
- Lauren Holiday
- Alex Morgan
- Kelley O'Hara
- Christen Press
- Abby Wambach

1 självmål (4 spelare)
- Laura Bassett (mot Japan)
- Jennifer Ruiz (mot Frankrike)
- Desire Oparanozie (mot Sverige)
- Julie Johnston (mot Japan)

2 självmål (1 spelare)
- Angie Ponce (båda mot Schweiz)

### Poängtabell
Ackumulerad poängtabell för samtliga matcher under mästerskapet.
| Nr | Lag             | S | V | O | F | GM | IM | MS  | P  |
| -- | --------------- | - | - | - | - | -- | -- | --- | -- |
| 1  | USA             | 7 | 6 | 1 | 0 | 14 | 3  | +11 | 19 |
| 2  | Japan (RM)      | 7 | 6 | 0 | 1 | 11 | 8  | +3  | 18 |
| 3  | England         | 7 | 5 | 0 | 2 | 10 | 7  | +3  | 15 |
| 4  | Tyskland        | 7 | 3 | 2 | 2 | 20 | 6  | +14 | 11 |
| 5  | Frankrike       | 5 | 3 | 1 | 1 | 10 | 3  | +7  | 10 |
| 6  | Kanada          | 5 | 2 | 2 | 1 | 4  | 3  | +1  | 8  |
| 7  | Australien      | 5 | 2 | 1 | 2 | 5  | 5  | 0   | 7  |
| 8  | Kina            | 5 | 2 | 1 | 2 | 4  | 4  | 0   | 7  |
| 9  | Brasilien       | 4 | 3 | 0 | 1 | 4  | 1  | +3  | 9  |
| 10 | Norge           | 4 | 2 | 1 | 1 | 9  | 4  | +5  | 7  |
| 11 | Kamerun         | 4 | 2 | 0 | 2 | 9  | 4  | +5  | 6  |
| 12 | Colombia        | 4 | 1 | 1 | 2 | 4  | 5  | −1  | 4  |
| 13 | Nederländerna   | 4 | 1 | 1 | 2 | 3  | 4  | −1  | 4  |
| 14 | Sydkorea        | 4 | 1 | 1 | 2 | 4  | 8  | −4  | 4  |
| 15 | Schweiz         | 4 | 1 | 0 | 3 | 11 | 5  | +6  | 3  |
| 16 | Sverige         | 4 | 0 | 3 | 1 | 5  | 8  | −3  | 3  |
| 17 | Thailand        | 3 | 1 | 0 | 2 | 3  | 10 | −7  | 3  |
| 18 | Costa Rica      | 3 | 0 | 2 | 1 | 3  | 4  | −1  | 2  |
| 19 | Nya Zeeland     | 3 | 0 | 2 | 1 | 2  | 3  | −1  | 2  |
| 20 | Spanien         | 3 | 0 | 1 | 2 | 2  | 4  | −2  | 1  |
| 21 | Nigeria         | 3 | 0 | 1 | 2 | 3  | 6  | −3  | 1  |
| 22 | Mexiko          | 3 | 0 | 1 | 2 | 2  | 8  | −6  | 1  |
| 23 | Elfenbenskusten | 3 | 0 | 0 | 3 | 3  | 16 | −13 | 0  |
| 24 | Ecuador         | 3 | 0 | 0 | 3 | 1  | 17 | −16 | 0  |